# 페데리코 펠레그리노
페데리코 펠레그리노(이탈리아어: Federico Pellegrino, 1990년 9월 1일~)는 이탈리아의 크로스컨트리 스키 선수이다. 올림픽에 3회 참가했으며 2018년 동계 올림픽과 2022년 동계 올림픽에서 남자 스프린트 부문 은메달을 획득했다. 또한 세계 선수권 대회에서 금메달 1개, 은메달 4개, 동메달 2개를 획득했고 월드컵 스프린트 부문 종합 우승 2회를 달성했다.

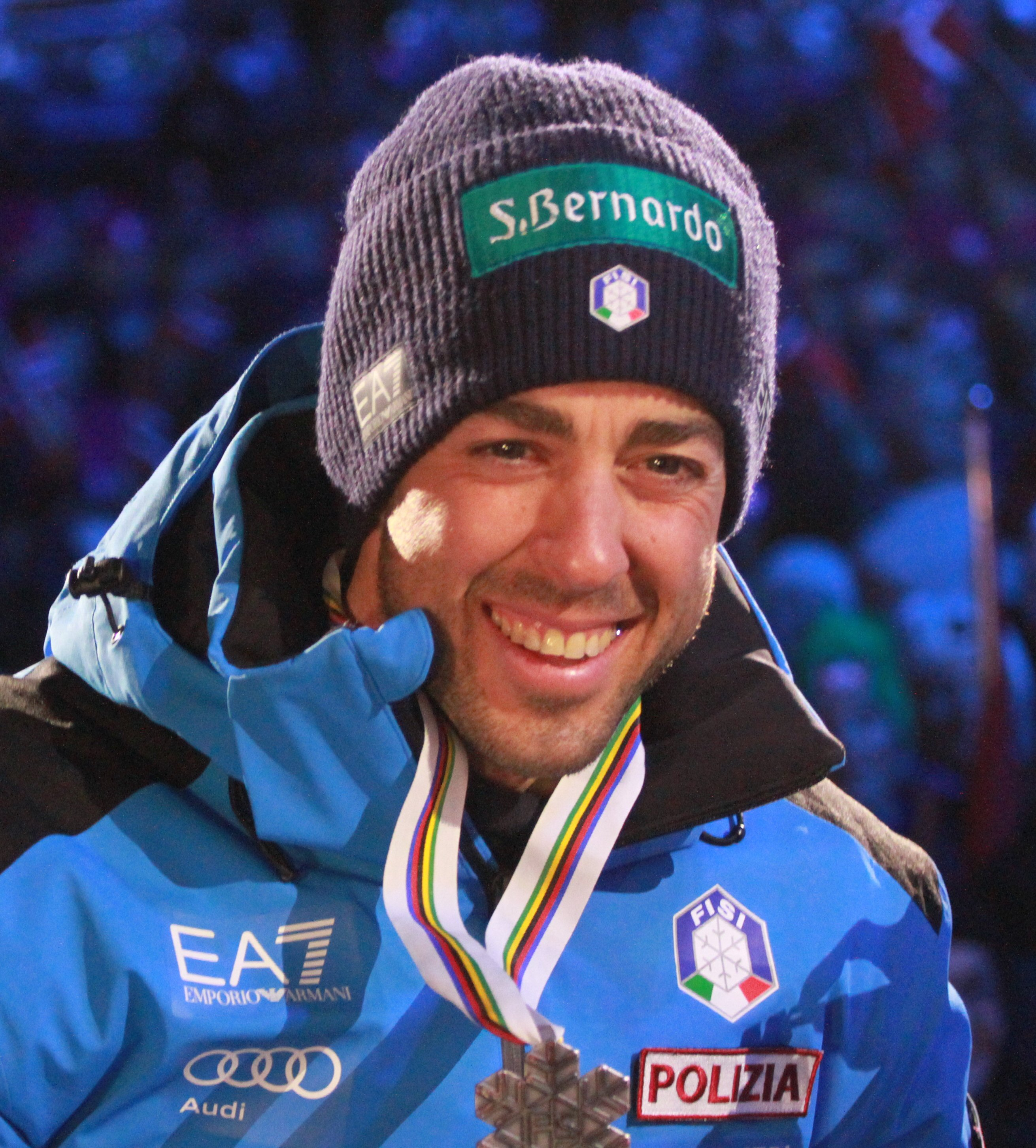
2025년 트론헤임 콘티넨탈컵 당시의 펠레그리노